# Torcal de Antequera
Torcal de Antequera is een natuurreservaat in de gemeente Antequera in de Spaanse autonome gemeenschap Andalusië. Het ligt vlak bij de A-45. Het park bestaat sinds 1929 en heeft een grootte van 1171 hectare. Het is vooral bekend vanwege rotsen uit de karstperiode die door erosie in opvallende vormen gemodelleerd zijn.

## Geschiedenis
In 1929 is het park voor het eerst erkend als beschermd natuurgebied. Toen de regering van Andalusië op 18 juli 1989 een inventaris maakte van beschermde natuurgebieden, kreeg het de status van natuurreservaat. Bovendien werd er toen een vogelbeschermingsgebied ingesteld.
In 2013 behaalde het park de tweede plaats in een verkiezing van de mooiste plek van het tijdschrift Guía Repsol.

## Geologie
De geologische oorsprong van het gebied ligt in de Jura. Het maakte toen deel uit van een zeearm die de Atlantische Oceaan met de Middellandse Zee verbond. Tijdens de Alpiene orogenese werden deze sedimenten omhooggeduwd, waardoor de huidige rotsen ontstonden. Hierna ontstonden er diaklazen en vond er erosie plaats onder invloed water en temperatuurverschillen. Hierdoor zijn er tegenwoordig drie types rotsen: oölieten, breccie en klastisch gesteente.

## Grotten
In het park bevinden zich verschillende gouffres (Spaans: simas) en grotten:
- Sima de la Unión (225 meter diep)
- Sima Azul (115 meter)
- Sima de la Mujer (90 meter)
- Sima de Navazo Verde
- Sima Rasca
- Sima del Carnero
- Cueva del Toro (horizontaal)
- Cueva de Marinaleda (horizontaal)

In sommige grotten zijn opeenstapelingen van verschillende steenlagen te zien, met name in de Cueva del Toro. De Cueva de Marinaleda is vroeger als begraafplaats gebruikt.

## Natuur
In het park komen veel wilde bloemen voor, zoals lelies, pioenrozen, rododendrons en dertig orchideeënsoorten. De hagedisslang en de parelhagedis zijn endemisch in het park. Verder zijn er de vale gier, de Spaanse steenbok, dassen, wezels en allerlei knaagdieren te vinden.

## Bezoek
Het park ligt dicht bij de plaats Villanueva de la Concepción en is van daaruit over een geasfalteerde weg te bereiken. Er zijn drie wandelroutes, met lengtes van 1,5 km, 2,5 km en 4,5 km. Verder zijn er een bezoekerscentrum en een souvenirwinkel.

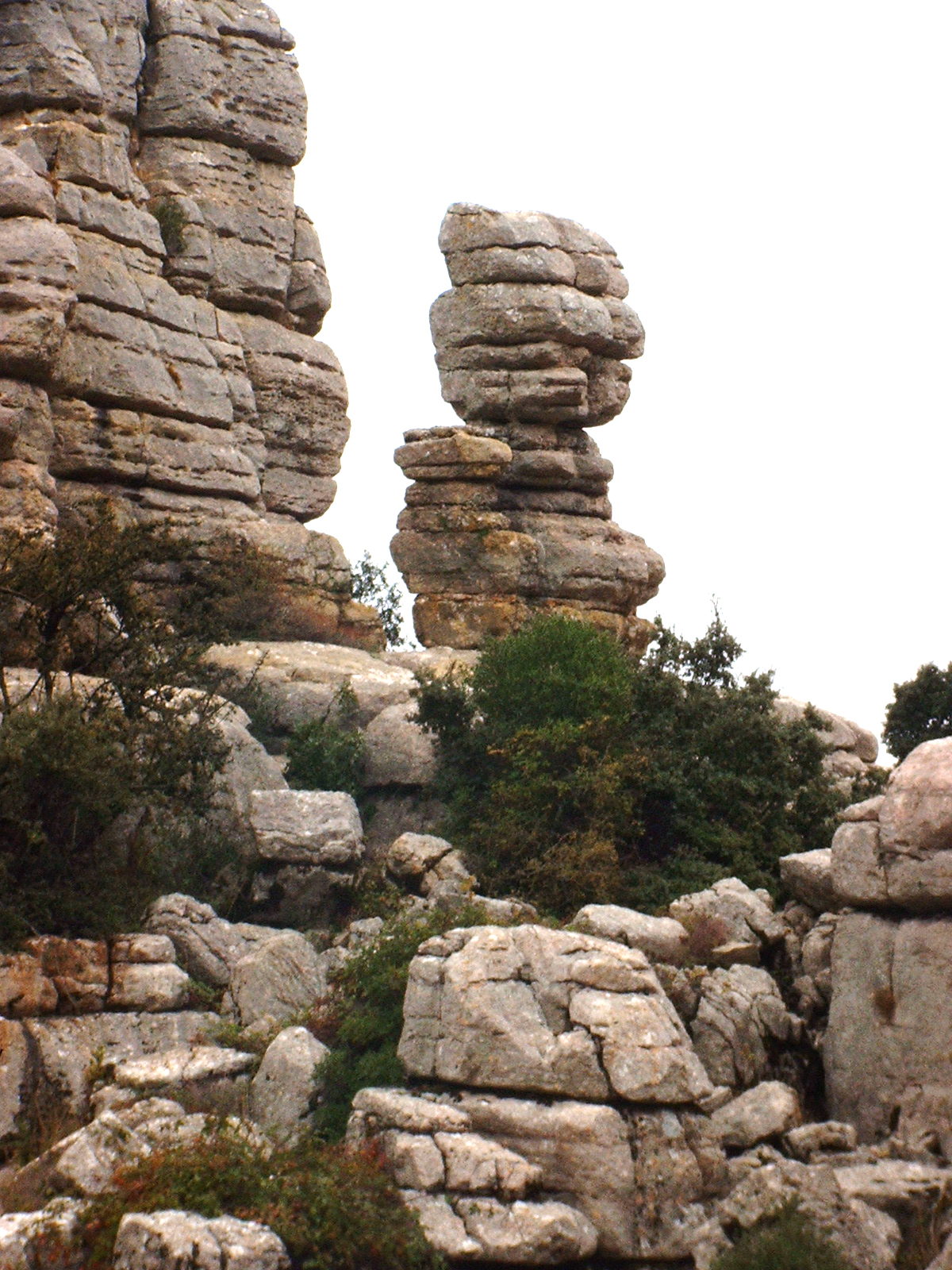
Karstformatie
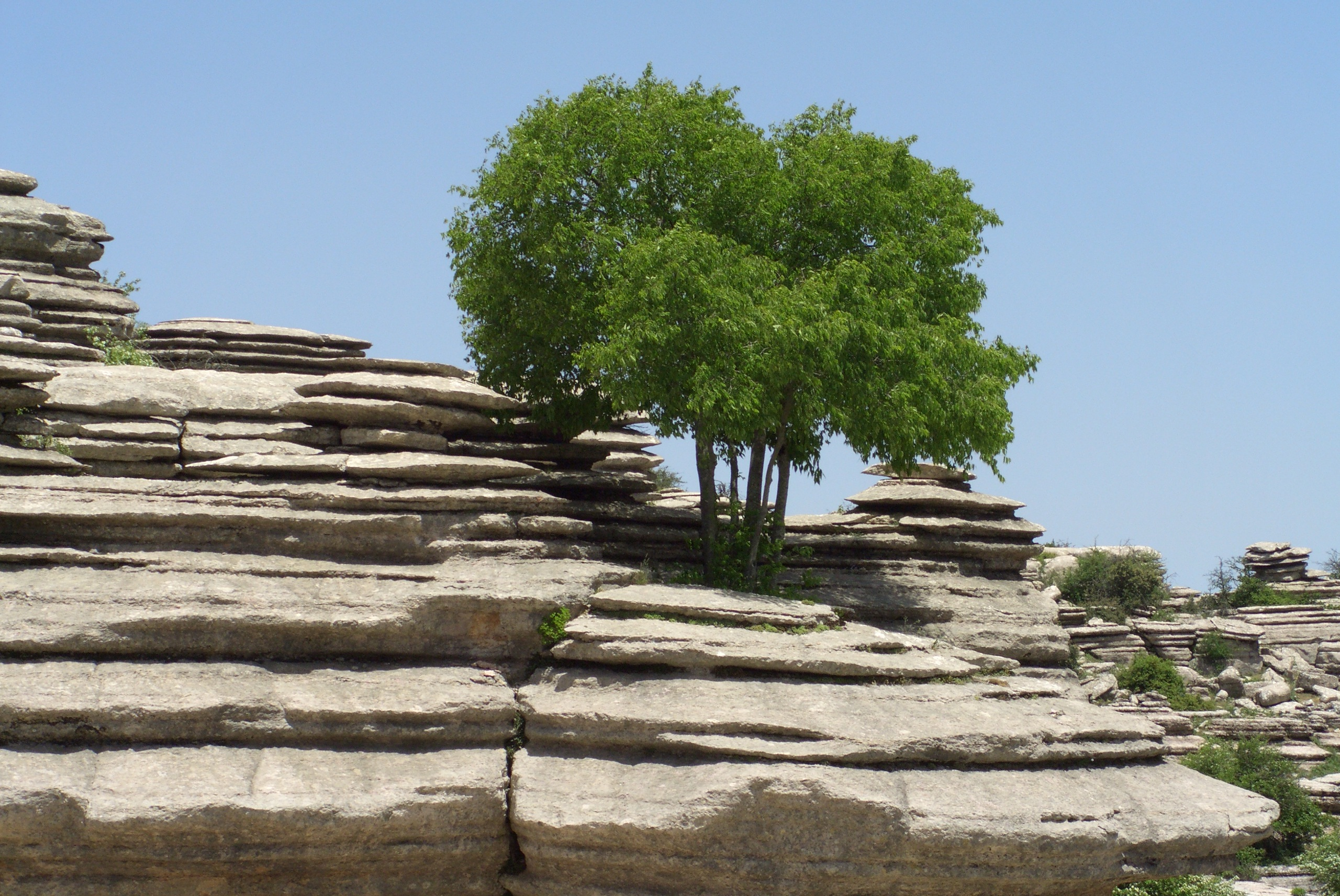
Karstformatie
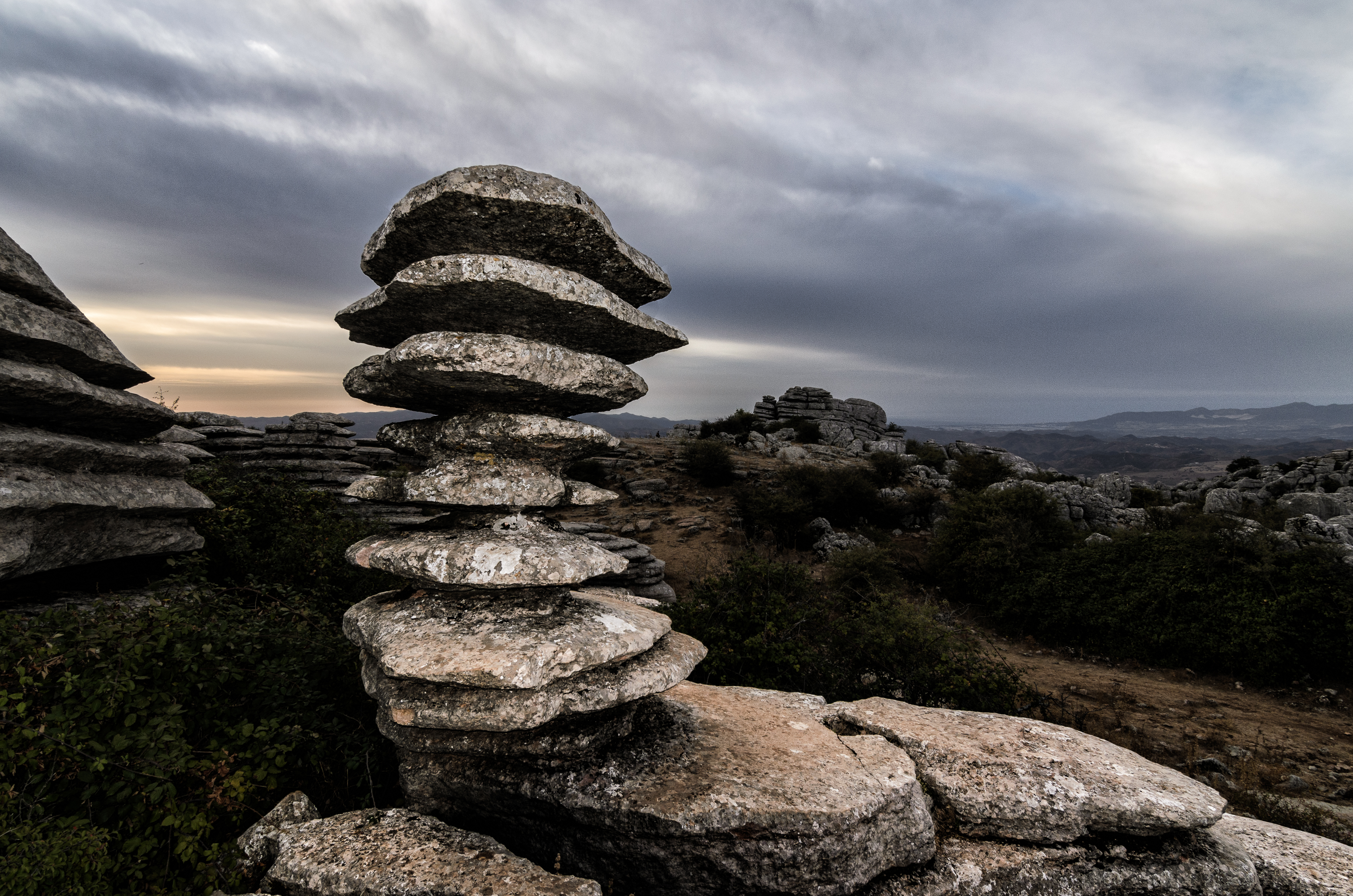
"De schroef"
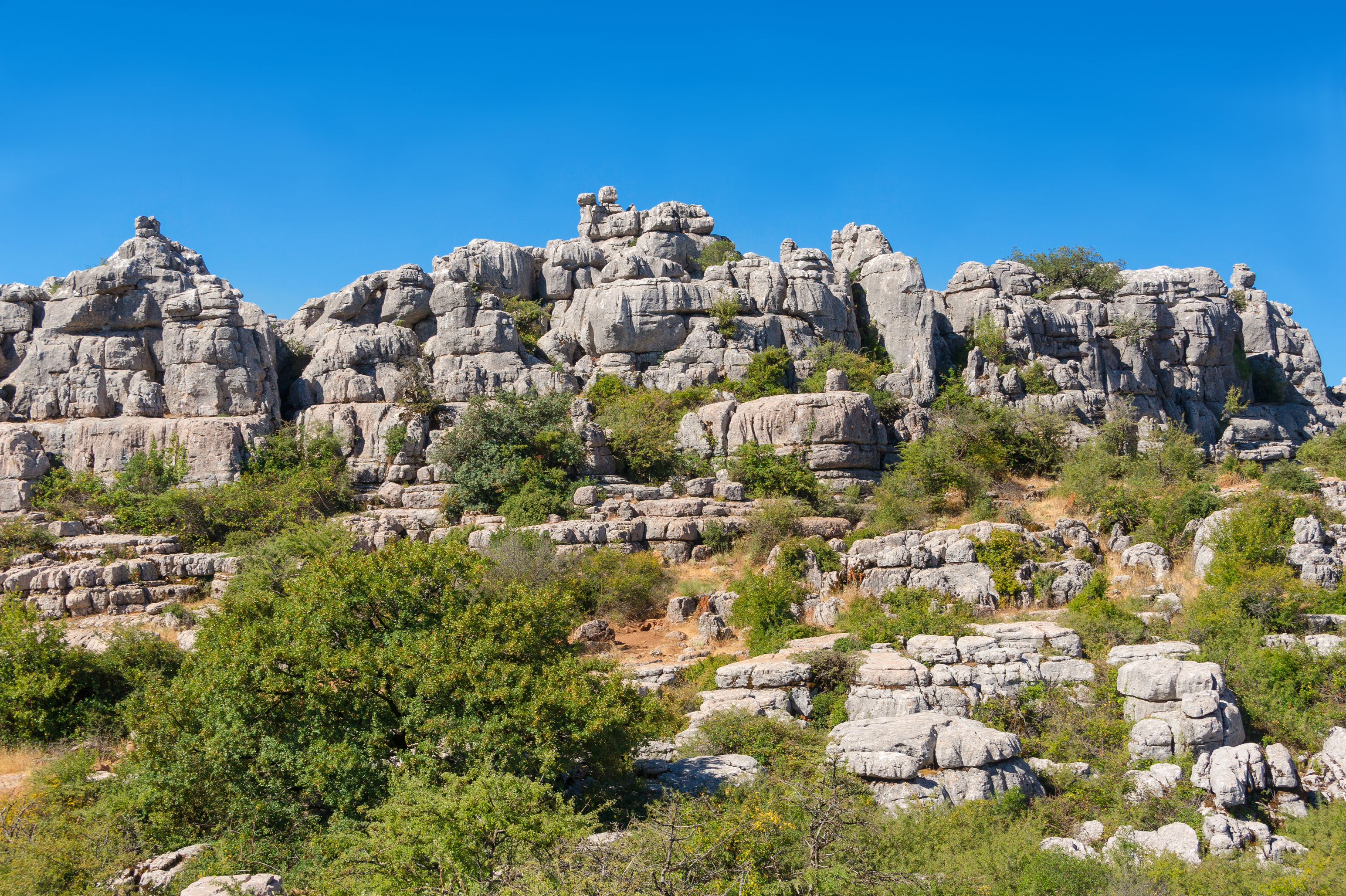
Karstformaties
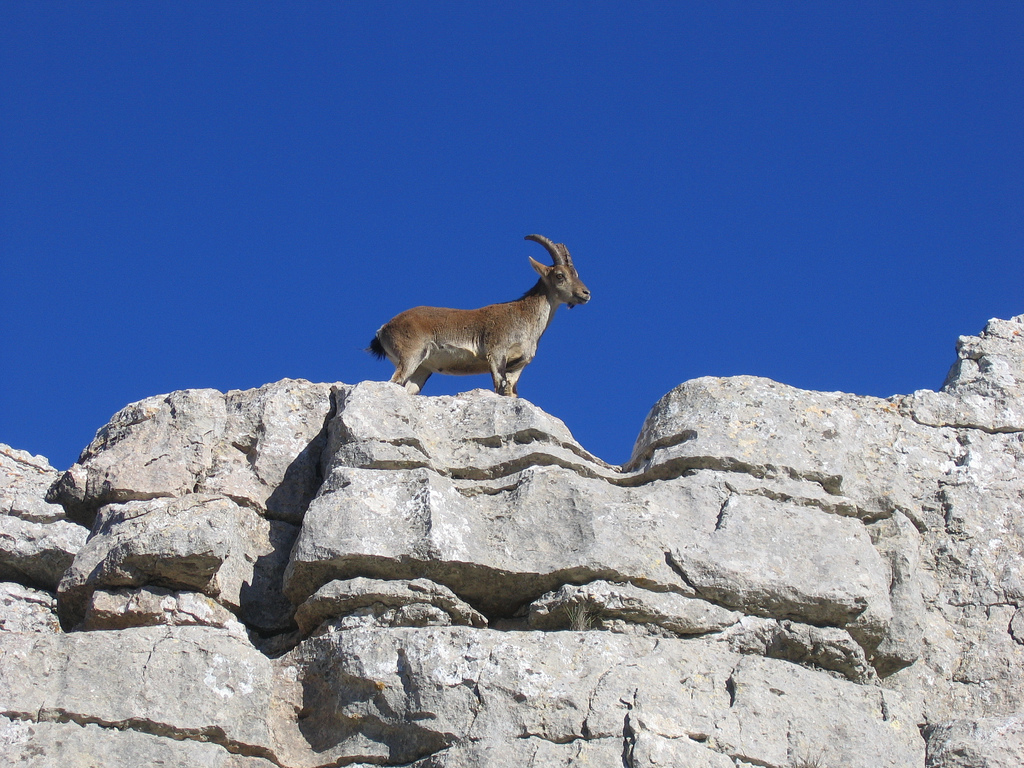
Spaanse steenbok in El Torcal